# فرنسيسكو خافيير لوبيز دياز (مهندس)
فرنسيسكو خافيير لوبيز دياز (بالإسبانية: Francisco Javier López Díaz)‏ هو مهندس إسباني، ولد في 12 يونيو 1949 في مدريد في إسبانيا.